# Gwijde V van Saint-Pol
Gwijde V van Saint-Pol (overleden te Londen in 1360) was van 1344 tot aan zijn dood graaf van Saint-Pol. Hij behoorde tot het huis Châtillon.

## Levensloop
Gwijde V was de zoon van graaf Jan van Saint-Pol en Johanna Van Fiennes, dochter van baron Jan I van Fiennes. In 1344 volgde hij zijn vader op als graaf van Saint-Pol.
Hij was koninklijk luitenant in het Franse leger. Tijdens de Honderdjarige Oorlog vocht hij in Picardië bij verschillende veldslagen tegen Engeland. In 1358 nam hij deel aan de onderdrukking van de Jacquerie-opstand. Hierbij breidde hij de belegering voor van de stad Saint-Valery. Na een belegering van acht maanden kon Gwijde de stad die in handen was van koning Karel II van Navarra heroveren.
In 1360 werd tussen Frankrijk en Engeland het Verdrag van Brétigny afgesloten. Dit verdrag maakte een einde aan de vierjarige gevangenschap van koning Jan II van Frankrijk na de Slag bij Poitiers, maar om te garanderen dat zijn losgeld betaald werd, moest hij een aantal Franse edelen als gijzelaar naar Engeland sturen. Ook Gwijde V behoorde tot deze edelen. Kort na zijn aankomst in Londen stierf hij hetzelfde jaar nog aan de pest. 
Hij was gehuwd met Johanna, dochter van heer Jan I van Ligny. Het huwelijk bleef kinderloos. Hierdoor werd hij als graaf van Saint-Pol opgevolgd door zijn zus Mahaut en haar echtgenoot Gwijde van Luxemburg-Ligny, de zoon van heer Jan I van Ligny. 

## Voorouders
| Voorouders van Gwijde V van Saint-Pol (-1360) | Voorouders van Gwijde V van Saint-Pol (-1360)                         | Voorouders van Gwijde V van Saint-Pol (-1360)                         | Voorouders van Gwijde V van Saint-Pol (-1360)                         | Voorouders van Gwijde V van Saint-Pol (-1360)                         | Voorouders van Gwijde V van Saint-Pol (-1360)                            | Voorouders van Gwijde V van Saint-Pol (-1360)                            | Voorouders van Gwijde V van Saint-Pol (-1360)                               | Voorouders van Gwijde V van Saint-Pol (-1360)                               |
| --------------------------------------------- | --------------------------------------------------------------------- | --------------------------------------------------------------------- | --------------------------------------------------------------------- | --------------------------------------------------------------------- | ------------------------------------------------------------------------ | ------------------------------------------------------------------------ | --------------------------------------------------------------------------- | --------------------------------------------------------------------------- |
| Overgrootouders                               | Gwijde III van Saint-Pol (-1289) ∞ Mathilde van Brabant (1224-1288)   | Gwijde III van Saint-Pol (-1289) ∞ Mathilde van Brabant (1224-1288)   | Jan I van Bretagne (1217-1286) ∞ Blanche van Navarra (1226-1283)      | Jan I van Bretagne (1217-1286) ∞ Blanche van Navarra (1226-1283)      | Willem II van Fiennes (1245-1302) ∞ Blanca van Brienne (1252-1302)       | Willem II van Fiennes (1245-1302) ∞ Blanca van Brienne (1252-1302)       | Gwijde van Dampierre (±1226-1305) ∞ 1265 Isabella van Luxemburg (1247-1289) | Gwijde van Dampierre (±1226-1305) ∞ 1265 Isabella van Luxemburg (1247-1289) |
| Grootouders                                   | Gwijde IV van Saint-Pol (-1317) ∞ 1223 Maria van Bretagne (1268-1339) | Gwijde IV van Saint-Pol (-1317) ∞ 1223 Maria van Bretagne (1268-1339) | Gwijde IV van Saint-Pol (-1317) ∞ 1223 Maria van Bretagne (1268-1339) | Gwijde IV van Saint-Pol (-1317) ∞ 1223 Maria van Bretagne (1268-1339) | Jan I van Fiennes (1270-1233) ∞ 1240 Isabella van Dampierre (1275-1333)) | Jan I van Fiennes (1270-1233) ∞ 1240 Isabella van Dampierre (1275-1333)) | Jan I van Fiennes (1270-1233) ∞ 1240 Isabella van Dampierre (1275-1333))    | Jan I van Fiennes (1270-1233) ∞ 1240 Isabella van Dampierre (1275-1333))    |
| Ouders                                        | Jan van Saint-Pol (-1344) ∞ 1265 Johanna de Fiennes (1307-1353)       | Jan van Saint-Pol (-1344) ∞ 1265 Johanna de Fiennes (1307-1353)       | Jan van Saint-Pol (-1344) ∞ 1265 Johanna de Fiennes (1307-1353)       | Jan van Saint-Pol (-1344) ∞ 1265 Johanna de Fiennes (1307-1353)       | Jan van Saint-Pol (-1344) ∞ 1265 Johanna de Fiennes (1307-1353)          | Jan van Saint-Pol (-1344) ∞ 1265 Johanna de Fiennes (1307-1353)          | Jan van Saint-Pol (-1344) ∞ 1265 Johanna de Fiennes (1307-1353)             | Jan van Saint-Pol (-1344) ∞ 1265 Johanna de Fiennes (1307-1353)             |